# 一秒拳王
《一秒拳王》（英語：One Second Champion）是2021年上映以拳擊為題材的香港電影，由趙善恆自編自導，周國賢、查朗·桑提納托古、林明禎和趙善恆主演，童星熊倬樂亦有份演出。《一秒拳王》亦為2020年香港亞洲電影節的閉幕電影。電影在2021年3月11日於香港正式上映， 大獲好評，票房突破1805萬。

## 劇情簡介
周天仁（周國賢 飾）由於出生時心跳停頓了一秒，因此自小就擁有預知未來一秒的能力，可是其父認為此能力毫無用處。長大後他只可在酒吧工作，長期朝不保夕，只可靠借貸度日。太太為他生下有弱聽的兒子周志良後，亦跟其他男人離去。
某日他被追債，發揮其一秒預知能力躲避追債人的攻撃。令正在招募拳擊手的葉志信（趙善恆 飾）驚為天人，並招攬入他的拳館。葉志信為他訂做了一套專門拳法，使周天仁可以憑著其天賦異稟過關斬將，在拳壇一直旗開得勝，更加撃敗連勝拳手宋傲揚（張建聲 飾）。
不過周天仁在接受電視節目訪問時，接受了醫學檢查，透露他確實有超能力。拳撃協會於是否決了他的專業比賽資格。他只可以接受與剛剛在比賽中打死對手的拳王鄭耀祖（Joe，查朗·桑提納托古 飾）對賽。 但是他在比賽前，被宋傲揚在街頭挑戰，二人糾纏間發生交通意外，周志良重傷入院，而周天仁亦失去了預知未來一秒的能力。
為了鼓勵周志良，周天仁決定繼續跟鄭耀祖比賽。在葉志信的強力訓練下，沒有了預知能力的周天仁在比賽中以永不放棄的精神與鄭耀祖戰至最後一回合，然後和兒子歡喜地離開賽場。

## 製作過程
拍攝過程中，趙善恆和周國賢需要每日花六小時學習拳擊，趙善恆形容過程笑中有淚，周國賢則表示這部電影是他參與過最熱血的一部電影，令他重拾男子氣概。另外，周國賢在拍攝期間不時於社交媒體分享自己的訓練成果，吸引不少朋友和影迷關注。除兩位主角之外，張建聲亦為電影訓練肌肉，在四十日內速減廿多磅。

## 演員表
| 演員                  | 角色                       | 簡介                                                             |
| 周國賢 鄭卓男（童年） | 周天仁                     | 擁有一秒的預知能力                                               |
| 趙善恆 胡俊軒（童年） | 葉志信                     | 拳擊教練，繼承了爸爸的拳館                                       |
| 查朗·桑提納托古       | 鄭耀祖（阿Joe）            | 拳王，「秒殺小子」，曾經在擂台上打死對手                         |
| 林明禎                | 小瑤                       | 信的堂妹，租了信的半間拳館教大笑瑜伽                             |
| 熊倬樂                | 周志良                     | 天仁的兒子，有弱聽，需要戴助聽器                                 |
| 張建聲                | 宋傲揚                     | 拳擊手，曾經連勝22場                                             |
| 盧海鵬                | 酒吧老闆                   |                                                                  |
| 袁富華                | 祥哥                       | 鄭耀祖的教練                                                     |
| 黃又南                | 周天仁父親                 |                                                                  |
| 蔡瀚億                | 清道夫                     | 影射蔡瀚億主演，同為趙善恆執導、ToNick主唱主題曲的《救殭清道夫》 |
| 岑珈其                | 軍裝警                     |                                                                  |
| 黃溢濠                | 業餘賽拳手                 |                                                                  |
| 周祉君                | 巢立威                     |                                                                  |
| 張松枝                | 拳總委員                   |                                                                  |
| 霍嘉恩                | 80年代醫院護士             |                                                                  |
| 張紫櫻                | 「六合彩」主持             |                                                                  |
| 譚杏藍                | 葉小倩                     | 80年代電視節目「今日睇多D」主持                                  |
| 鄭卓恒                | 何守烏                     | 80年代電視節目「今日睇多D」主持                                  |
| 黃正宜                | 酒吧闊太                   |                                                                  |
| 趙勁皓                | 地舖拳館教練               |                                                                  |
| 黎美萱                | 社工                       |                                                                  |
| 霍俊邦                | 葉英毅                     | 葉志信的爸爸，拳擊教練，創辦英毅拳館                             |
| 英健朗                | 電視節目「有病有真相」主持 |                                                                  |
| 譚凱倫                | 電視節目「有病有真相」主持 |                                                                  |
| 陳望華                | 財叔                       | 拳總主席                                                         |
| 鬼塚                  | 拳總榮譽主席               |                                                                  |
| 辛格·哈提汗·比托      | 表演賽主持                 |                                                                  |
| 甄柏榮                | 表演賽評述                 |                                                                  |
| Ming仔                | 表演賽評述                 |                                                                  |

## 主題曲
時間的初衷
- 演唱：周國賢／ToNick
- 作曲：周國賢／恆仔@ToNick
- 作詞：鄭敏
- 編曲：周國賢／ToNick／Goro Wong
- 監製：Goro Wong

## 獎項及提名
| 年份 | 颁奖典礼                       | 奖项             | 姓名                                                      | 结果 |
| ---- | ------------------------------ | ---------------- | --------------------------------------------------------- | ---- |
| 2021 | 第27屆香港電影評論學會大獎     | 最佳電影         | 《一秒拳王》                                              | 提名 |
| 2021 | 第27屆香港電影評論學會大獎     | 推介電影         | 《一秒拳王》                                              | 獲獎 |
| 2021 | 第27屆香港電影評論學會大獎     | 最佳編劇         | 章彥琦、何肇康、李浩田、凌偉駿                            | 提名 |
| 2021 | 第17屆香港電影導演會年度大獎   | 最佳男主角       | 周國賢                                                    | 獲獎 |
| 2021 | 2020年度香港電影編劇家協會大奬 | 最佳角色演繹獎   | 周國賢                                                    | 獲獎 |
| 2021 | 2020年度香港電影編劇家協會大奬 | 推薦劇本獎       | 章彥琦、何肇康、李浩田、凌偉駿                            | 獲獎 |
| 2022 | 第40屆香港電影金像獎           | 最佳編劇         | 章彥琦、何肇康、李浩田、凌偉駿                            | 提名 |
| 2022 | 第40屆香港電影金像獎           | 最佳動作設計     | 梁博恩                                                    | 提名 |
| 2022 | 第40屆香港電影金像獎           | 最佳原創電影歌曲 | 《時間的初衷》 作曲、主唱：周國賢、恆仔@ToNick 填詞：鄭敏 | 獲獎 |
| 2022 | 第40屆香港電影金像獎           | 新晉導演         | 趙善恆                                                    | 提名 |

## 評價
- 《香港01》2020年12月發表評論，形容趙善恆在《救殭清道夫》之後再次執導，有十分大的進步，電影結構工整且流暢，故事篇幅簡潔，無刻意加入多餘細節，令電影節奏更加緊湊明快。而描寫周天仁父子的戲份亦笑中有淚，感動細緻[11]。
- DE TESLA樂隊成員李林風於《立場新聞》撰文指，希望可以入場再看多次，形容套電影入面揮出的每一拳，其實都是主角對真實商業世界的吶喊[12]。
- 繼早前獲今屆美國芝加哥「亞洲躍動電影節」的邀請參展之外，《一秒拳王》更打入歐洲，獲「意大利烏甸尼遠東電影節」邀請參展。

### 票房
| 上一届： 《靈魂奇遇記》 | 2021年香港一週票房冠軍 第11週 | 下一届： 《哥斯拉大戰金剛》 |

## 外部連結
- 一秒拳王的Facebook專頁
- 香港影庫上《一秒拳王》的資料（繁體中文）
- 雅虎香港電影上《一秒拳王》的資料（繁體中文）
- 豆瓣电影上《一秒拳王》的資料 （简体中文）
- 时光网上《一秒拳王》的資料（简体中文）
- 互联网电影数据库（IMDb）上《一秒拳王》的资料（英文）